# 제18회 서울독립영화제
제18회 서울독립영화제는 1992년 12월 2일에 열린 시상식이다.

## 수상 및 후보

### 네이버상
- 가변차선 - 양윤호 수상

### 코닥상
- 백대 빵 - 김현웅 수상
- 학교가는 길 - 최강혁 수상

### 기획상
- 스릴이 사라진 이후 - 김성미 수상

### 촬영상
- 인연 - 이재훈 수상

### 편집상
- 또하나의 생세부 이용 - 이영미 수상

### 조명상
- 노을에 지다 - 박은희 수상